# 谟涅摩叙涅

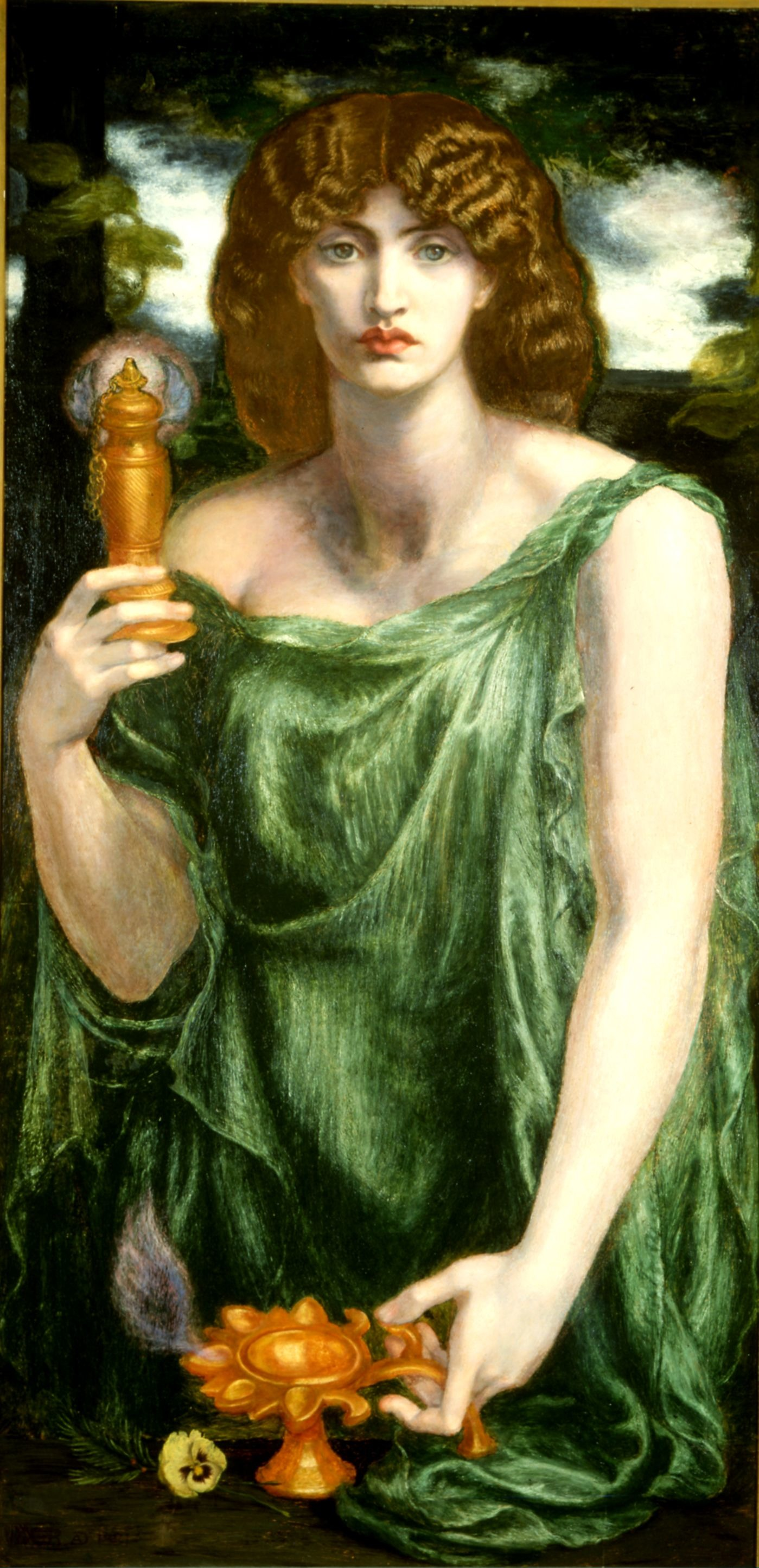
谟涅摩叙涅，作者为罗塞蒂

谟涅摩叙涅又譯寧默辛妮，希腊神话中司记忆的提坦女神。
谟涅摩叙涅最初只是对记忆的拟人化，后来发展为记忆女神。根据赫西俄德的记载，她是天空之神乌拉诺斯和大地女神盖亚的女儿。谟涅摩叙涅也是宙斯的众多情人之一，并为宙斯生下了九个缪斯（文艺女神）。
在古代艺术作品中，谟涅摩叙涅通常被描绘成一个支着下巴沉思的女子。一般情况下她是与众缪斯待在一起，但偶尔也会有她的单人雕塑。俄国大诗人普希金在其诗作中引用过谟涅摩叙涅的名字：
“谟涅摩叙涅飘来带给他安慰。”
罗马帝国时代的古希腊地理学家保萨尼阿斯在其著作中记载，希腊玻俄提亚地区的特罗福尼俄斯洞附近有两眼名泉，一个叫勒忒泉（遗忘泉），另一个就叫谟涅摩叙涅泉（记忆泉）。
小行星57号憶神星（57 Mnemosyne）的名字来自谟涅摩叙涅。